# Momoiro Clover Z
Momoiro Clover Z (ももいろクローバーZ, Momoiro Kurōbā Zetto, lit. "Trevo Cor-de-Rosa Z"), comumente abreviado como Momoclo (ももクロ, Momokuro), é um girl group idol japonês, composto por quatro integrantes. Elas são conhecidas por suas performances energéticas, incorporando elementos do balé, ginástica e filmes de ação. Momoiro Clover Z é classificado como o mais popular grupo idol feminino, de acordo com pesquisas de 2013 e 2014. Em 2013, foi classificado pela Oricon como o 4º artista musical pela receita total de vendas no Japão, somando mais de ¥5.2 bilhões (contando com vendas de CDs, DVDs e BDs).

## História

### 2008–2009: Concepção e primórdios
Formado no verão de 2008 com seis integrantes, o grupo era originalmente chamado de Momoiro Clover ("Trevo Cor-de-Rosa" ou, literalmente, "Trevo Cor-de-Pêssego"). O nome foi escolhido para indicar que o grupo era composto de garotas inocentes que queriam trazer felicidade para as pessoas. (Mais tarde, em 2011, após Akari Hayami deixar o grupo, foi adicionada a letra "Z" para o nome do grupo.) O slogan do grupo é "Idols que você pode conhecer agora" (いま、会えるアイドル, Ima, aeru aidoru).
Momoiro Clover iniciou como um ato de rua em 2008, apresentando-se para espectadores no Parque Yoyogi, em Tóquio. Como a maioria das integrantes frequentavam a escola pela semana, o grupo era ativo principalmente nos fins de semana, levando-as a serem conhecidas como "Heroinas do Fim de Semana" (週末ヒロイン, Shūmatsu Hiroin). Em um período de um ano, Momoiro Clover teve uma série de mudanças em sua formação. Em março de 2009, sua formação contava com cinco integrantes; Reni Takagi, Kanako Momota, Akari Hayami, Shiori Tamai e Ayaka Sasaki.
Para promover seu primeiro single independente, "Momoiro Punch", Momoiro Clover aproveitou as férias entre maio e agosto e saiu, de minivan, em uma turnê pelo Japão. O grupo realizou um total de 104 concertos em 24 lojas de produtos eletrônicos da rede Yamada Denki. As garotas dormiam na minivan enquanto os administradores do grupo dirigiam. No meio da turnê, Momoka Ariyasu foi adicionada ao grupo, deixando-o com seis integrantes. O single foi vendido somente nos eventos ao vivo realizados pelo grupo, e essas vendas foram suficientes para fazê-lo ficar em 11º na Oricon Daily Singles Chart e em 23º na Oricon Weekly Singles Chart.

### 2010: Estreiamajor
Em março de 2010, as garotas declararam seus objetivos: alcançar a 1ª posição na Oricon, participar do programa televisivo Kōhaku Uta Gassen, se apresentar na arena Nippon Budokan. Elas usualmente se apresentavam em pequenos clubes com música ao vivo ou no telhado de uma loja de departamentos. As vezes, elas montavam um palco simulando o Estádio Olímpico de Tóquio, onde artistas notáveis são autorizados à se apresentar.
Seu primeiro single em uma gravadora major, "Ikuze! Kaito Shojo", foi lançado em maio. O single estreou em 1º na Oricon Daily Singles Chart e em 3º na Oricon Weekly Singles Chart. Momoiro Clover foi, então, movido para a King Records. Seu primeiro single lançado pela gravadora foi "Pinky Jones", composto por NARASAKI, líder da banda de J-rock Coaltar of the Deepers, com uma abordagem "mais caótica" do que as canções anteriores. 24 de dezembro marcou o primeiro concerto solo do Momoiro Clover em uma casa de concertos. Nihon Seinenkan, um local com capacidade de 1,300 pessoas, esgotou em 30 minutos.

### 2011: Mudança para Momoiro Clover "Z"

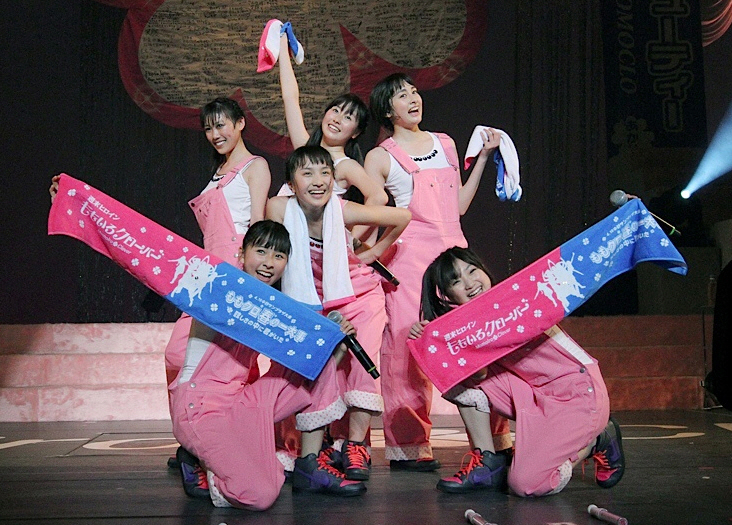
Concerto realizado para a "graduação" de Akari Hayami, em abril de 2011.

Em janeiro de 2011, no evento de lançamento de uma nova canção, a sub-líder Akari Hayami declarou que decidiu deixar o grupo em abril. Akari explicou que suas características não eram adequadas para ser uma idol e que seu sonho era se tornar uma atriz. No concerto de "graduação" de Akari Hayami, em 10 abril, a administração do grupo anunciou a mudança do seu nome para Momoiro Clover Z após a saída de Akari.
O primeiro single do Momoiro Clover Z, após a saída de Akari, foi "Z Densetsu ~Owarinaki Kakumei~", acompanhado por uma nova imagem visual e presença de palco do grupo. As garotas vestiam trajes com capacetes e supostos "cintos de transformação" que lembram filmes de super-heróis Japoneses, e seu vídeo musical usou elementos visuais da franquia de séries Super Sentai. Em julho, Momoiro Clover Z lançou seu álbum de estreia, Battle and Romance. Mais tarde, em dezembro, o site Hotexpress descreveu o grupo como o artista idol inovador número um, e afirmou que o álbum se tornou um grande ponto de viragem para elas. Em fevereiro do ano seguinte, Battle and Romance ganhou o Grand Prix no CD Shop Awards como o melhor álbum do ano anterior, selecionado por balconistas de lojas de CDs de todo o Japão. Momoiro Clover Z foi o primeiro grupo idol a ganhar a premiação. No dia de natal, 2011, Momoiro Clover Z realizou um concerto na Saitama Super Arena para sua maior audiência até então: todos os 10,000 ingressos esgotaram.

### 2012: Crescimento da popularidade no Japão
Em maio de 2012, Momoiro Clover Z se apresentou em Putrajaya, Malásia. O primeiro-ministro, Najib Razak, cumprimentou pessoalmente o grupo. Em junho, Momoiro Clover Z abriu uma turnê nacional, que fechou com um concerto esgotado no Seibu Dome, em agosto, para uma multidão de 37.000 fãs. Ambas as apresentações foram transmitidas ao vivo para cinemas selecionados por todo o Japão, e então, mais tarde, para Taiwan e Hong Kong.

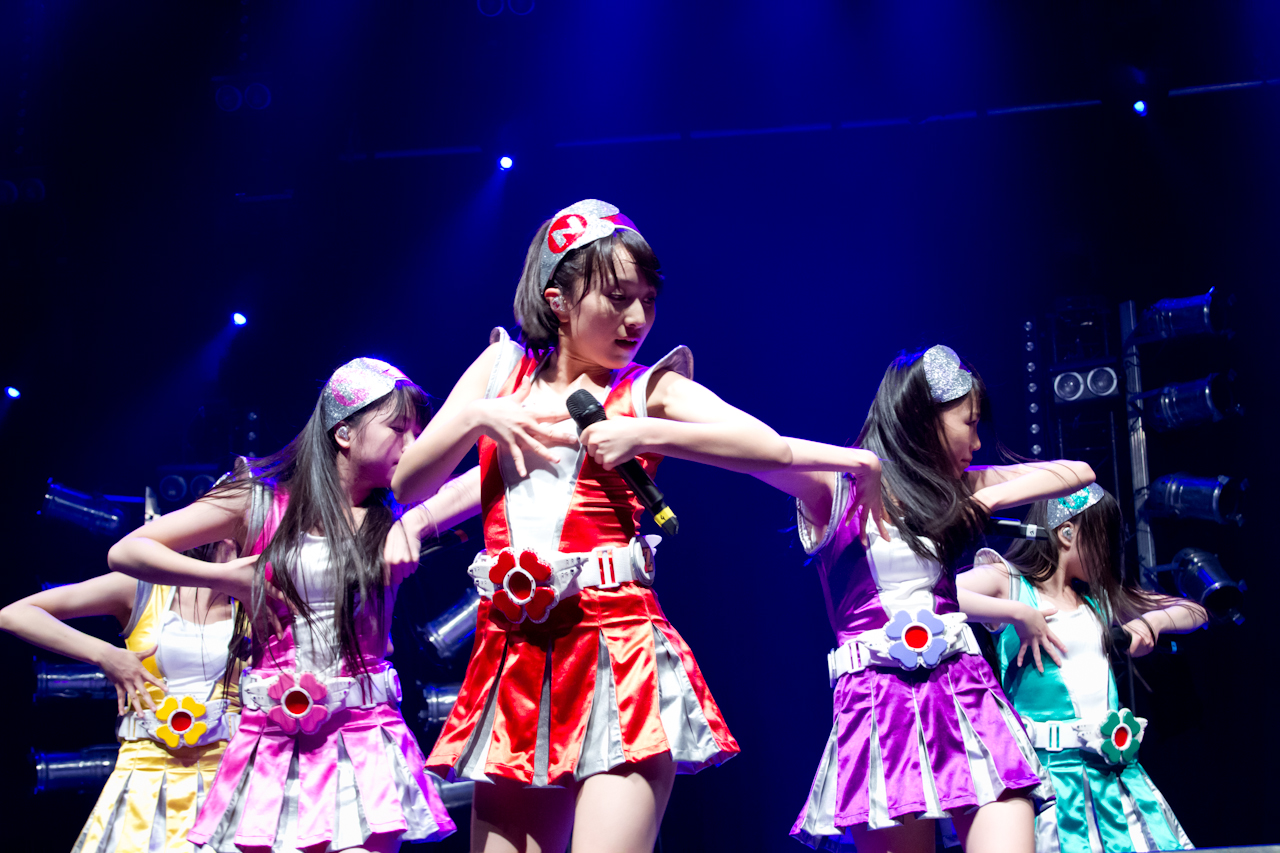
Momoiro Clover Z ao vivo no Japan Expo 2012, em Paris.

O grupo gravou um tema de encerramento para a série Best Wishes, de Pokémon (intitulado "Mite Mite Kocchichi" e incluído como um dos lados B do oitavo single "Otome Sensō"). Em julho, Momoiro Clover Z se apresentou no Japan Expo 2012, em Paris.
Seu nono single, "Saraba, Itoshiki Kanashimitachi yo", lançado em novembro, ficou no topo da Billboard Japan Hot 100, tornando-se seu primeiro single a fazê-lo.
Em 31 de dezembro, Momoiro Clover Z participou pela primeira vez do Kōhaku Uta Gassen, um programa televisivo Japonês transmitido anualmente pela NHK. Ir para o Kōhaku foi um dos objetivos do grupo por muito tempo. Durante uma transmissão ao vivo pelo Ustream, em 1 de janeiro, Momoiro Clover Z fez vários anúncios: que o grupo havia determinado um novo objetivo para si — realizar um concerto no Estádio Olímpico de Tóquio, uma arena com capacidade de 60 a 70 mil pessoas; que iria lançar um novo álbum de estúdio na primavera; e que Momoka Ariyasu havia passado por um tratamento de garganta e que ela não cantaria, e nem mesmo falaria, até o final de janeiro. O tratamento foi posteriormente prorrogado por mais um mês, até o final de fevereiro. Durante as transmissões ao vivo do grupo pelo Ustream, Momoka se comunicava desenhando e escrevendo
em um quadro branco. Em apresentações ao vivo, as outras integrantes se revezavam em cantar suas partes.

### 2013:5th Dimension
O segundo álbum de estúdio do Momoiro Clover Z, 5th Dimension, foi lançado em abril. Foram vendidas 180,000 cópias na semana de seu lançamento, estreando no topo da Oricon; e o seu álbum de estreia, Battle and Romance fora relançado, resurgindo à Oricon em 2º lugar. E, finalmente, o mesmo recebe certificação de disco de platina. Em agosto, Momoiro Clover Z realizou um concerto no Estádio Nissan; maior arena, em termos de capacidade, do Japão.

### 2014: Sonho realizado
Em março o grupo se apresentou, como um ato solo, no Estádio Olímpico de Tóquio, realizando um de seus sonhos desde a estreia. Tal concerto solo foi realizado por apenas seis grupos até então. Momoiro Clover Z foi o primeiro grupo feminino e também se tornou o mais rápido, conseguindo tal feito em seis anos. Como um concerto de dois dias, um total de 150,000 pessoas assistiram no estádio e nos locais de transmissão ao vivo.
Em maio, o grupo lançou seu décimo primeiro single, "Naite mo Ii n'Da yo"; seu lado B "My Dear Fellow" foi estreado no Estádio Yankee quando foi usado para aquecer o jogador Masahiro Tanaka em seu primeiro jogo com os New York Yankees. O grupo também forneceu a música-tema para o anime Sailor Moon Crystal. O título é "Moon Pride" (décimo segundo single do grupo, lançado em julho).
Em agosto, Momoiro Clover Z foi designado, diretamente por Lady Gaga, como ato de abertura para um concerto da sua turnê mundial ArtRave: The Artpop Ball, realizado no Japão.

### 2015
Em 28 de janeiro, Momoiro Clover Z lançará um single colaborativo com a banda Americana de hard rock Kiss. No Japão, será lançado fisicamente em duas versões: edição Momoiro Clover Z (CD+Blu-ray) e edição KISS (somente CD). Outra versão da canção-título do single será também incluída como faixa de abertura do álbum Best of Kiss 40, que será lançado, somente no Japão, no mesmo dia.

## Estilo musical

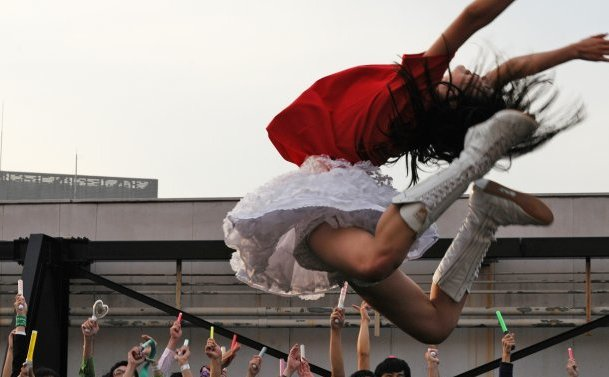
Kanako Momota realizando seu icônico "Ebizori Jump" (えびぞりジャンプ).

As canções do grupo são intencionalmente ridículos "números J-Pop hiperativos". Suas performances ao vivo são fortemente coreografadas e incluem acrobacias. O grupo é conhecido pela sua "energia anárquica" que é semelhante à de bandas punk. A resposta do público tem sido caracterizada como "sísmica". Embora as vozes das garotas não sejam muito estáveis quando unidas à dança intensa, o grupo se apresenta ao vivo e não faz uso de playback.
Alguns de seus trabalhos são bastante complexos, mudando de um estilo musical para outro durante uma canção e conectando "melodias aparentemente desconexas". O grupo tem trabalhado com muitos compositores e músicos notáveis, pertencentes a diferentes gêneros de música; do pop ao punk e heavy metal. No geral, o grupo e sua música têm sido observados como progressivo e com visão no futuro. Ian Martin. do The Japan Times, descreveu Momoiro Clover Z como "um grupo pop que provoca grunhidos, admiração adolescente de punks, crianças indie, músicos barulhentos e psicodélicos de cabelos longos em toda a cena musical underground japonesa". Momoiro Clover Z "é conhecido por canções alegres; coreografia e figurinos excêntricos dos membros". Um crítico musical do The Japan Times citou Momoiro Clover Z como um exemplo de "uma perfeita integração de personalidade, imagem e música, com cada elemento mutuamente complementar".

## Integrantes

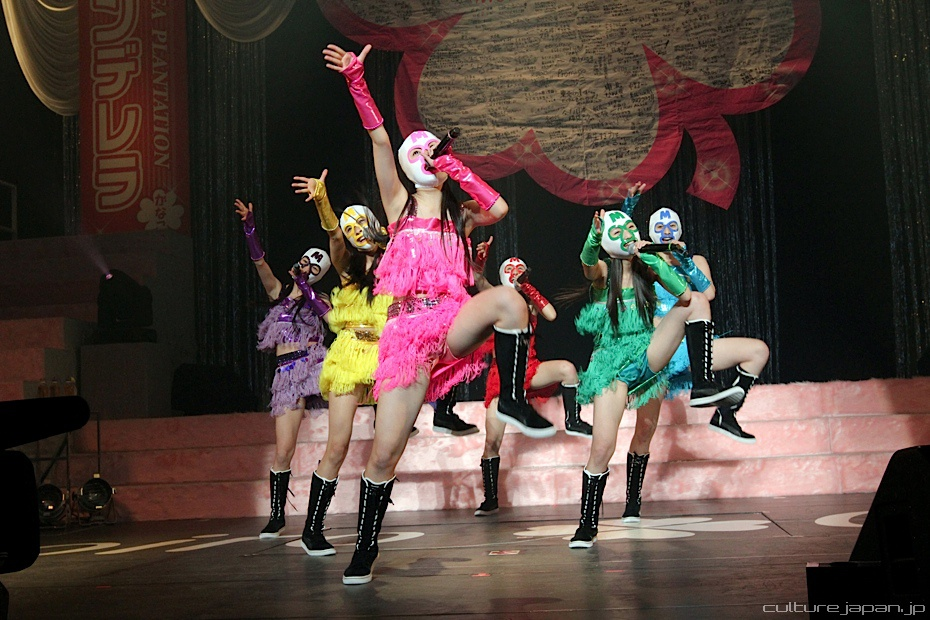
Concerto em abril de 2011.

No palco, as integrantes são facilmente distinguidas pelas cores de seus figurinos, muito semelhante aos personagens das séries de televisão Power Rangers, que teve origem no Japão como Super Sentai. Em algumas canções e vídeos musicais, elas vagamente os parodiam.
| Nome          | Cor      | Data de nascimento e idade    | Notas            |
| ------------- | -------- | ----------------------------- | ---------------- |
| Kanako Momota | Vermelho | 12 de julho de 1994 (30 anos) | Líder            |
| Shiori Tamai  | Amarelo  | 4 de junho de 1995 (29 anos)  | Apelido: Shiorin |
| Ayaka Sasaki  | Rosa     | 11 de junho de 1996 (28 anos) | Apelido: Ārin    |
| Reni Takagi   | Roxo     | 21 de junho de 1993 (31 anos) | Antiga líder     |

| Akari Hayami   | Azul  | 17 de março de 1995 (30 anos) | Apelido: Akarin |
| Momoka Ariyasu | Verde | 15 de março de 1995 (30 anos) |                 |

Antes da estreia do grupo, outras garotas o integraram: Sumire Fujishiro, Manami Ikura, Yukina Kashiwa (tornou-se mais tarde integrante do grupo Nogizaka46), Tsukina Takai, Miyū Wagawa, e Runa Yumikawa.

## Discografia
Álbuns de estúdio
- Battle and Romance (2011)
- 5th Dimension (2013)
- Iriguchi no Nai Deguchi (2013)
- Amaranthus (2016)
- Hakkin no Yoake (2016)

## Colaborações
Momoiro Clover Z colaborou com artistas internacionais;
- Kiss lançou um single colaborativo com Momoiro Clover Z, intitulado "Yume no Ukiyo ni Saitemina" (janeiro de 2015).[50]
- Lady Gaga designou Momoiro Clover Z como ato de abertura de um concerto de sua turnê Artrave: The Artpop Ball (agosto de 2014).[47]
- Marty Friedman participou como guitarrista em "Moretsu Uchu Kokyokyoku Dai 7 Gakusho "Mugen no Ai"" (março de 2012) e "Moon Pride" (julho de 2014).
- Yngwie Malmsteen participou como guitarrista em "Moretsu Uchu Kokyokyoku Dai 7 Gakusho "Mugen no Ai" -Emperor Style-" (junho de 2014).

Além disso, o grupo trabalhou com canções-tema em animes famosos internacionalmente;
- Pokémon - "Mite Mite Kocchichi" (junho de 2012)
- Pretty Guardian Sailor Moon Crystal - "Moon Pride" (julho de 2014)
- Dragon Ball Z: Fukkatsu no F - "Z no Chikai" (abril de 2015)

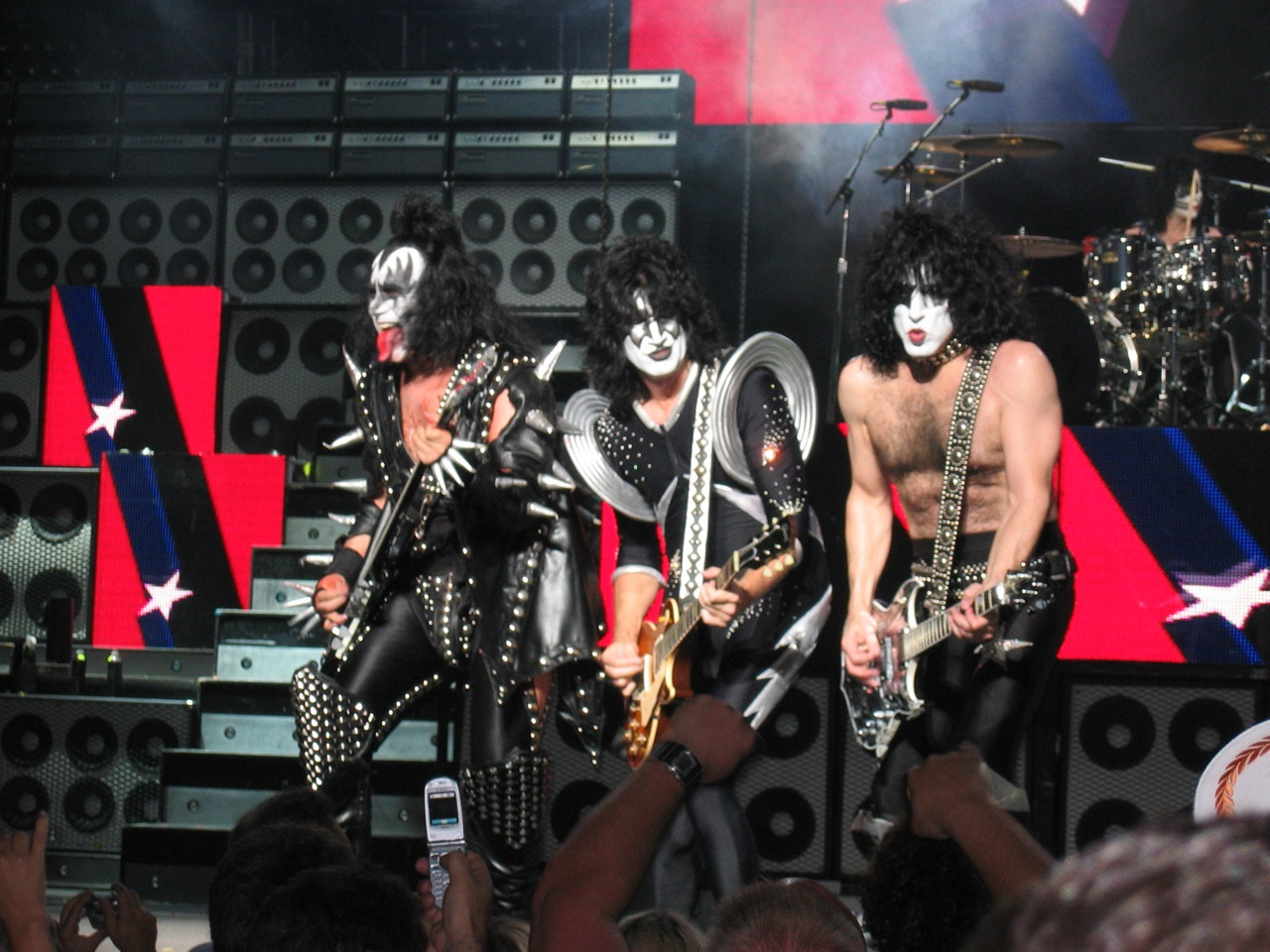
Kiss
Lady Gaga
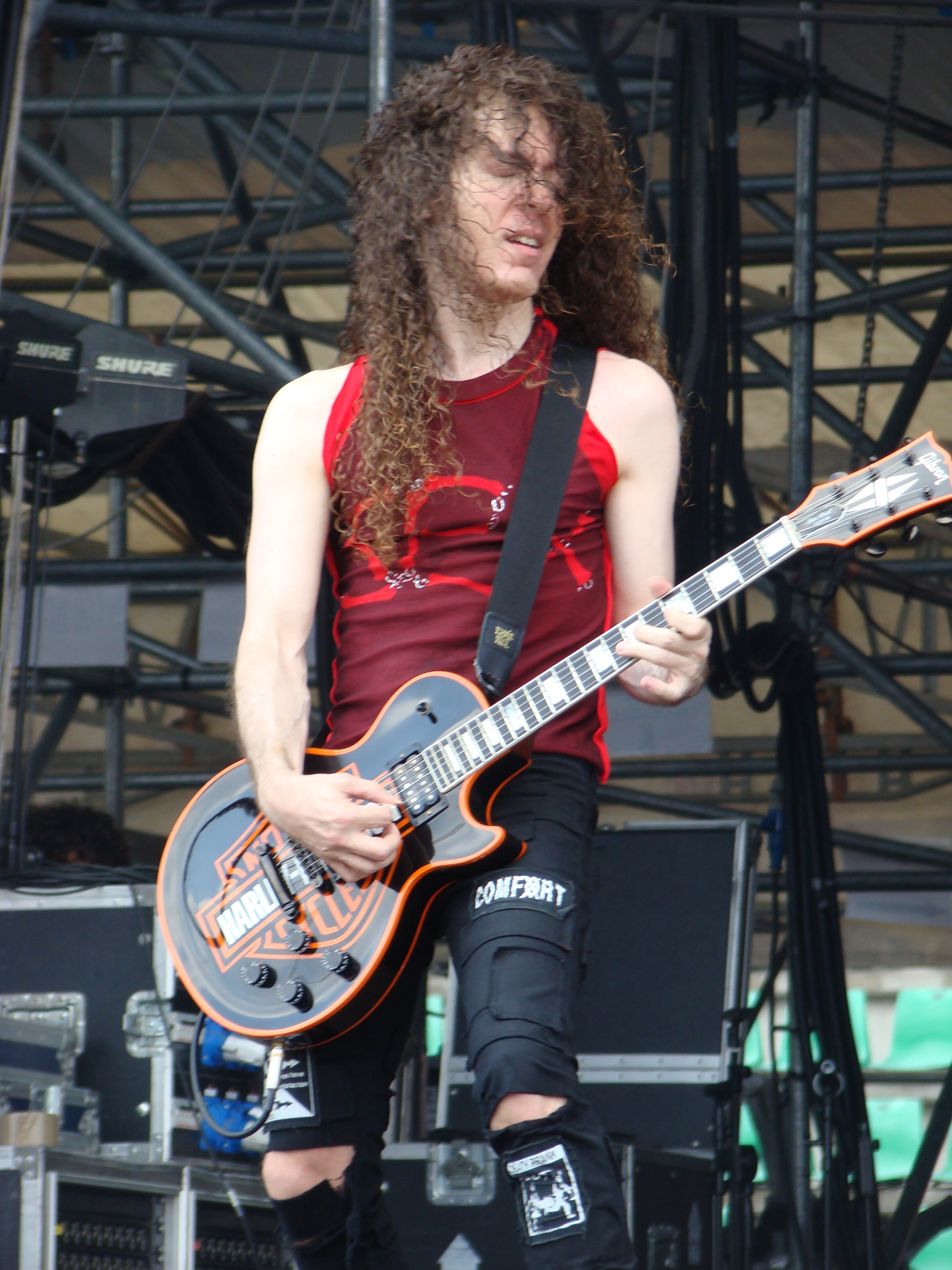
Marty Friedman
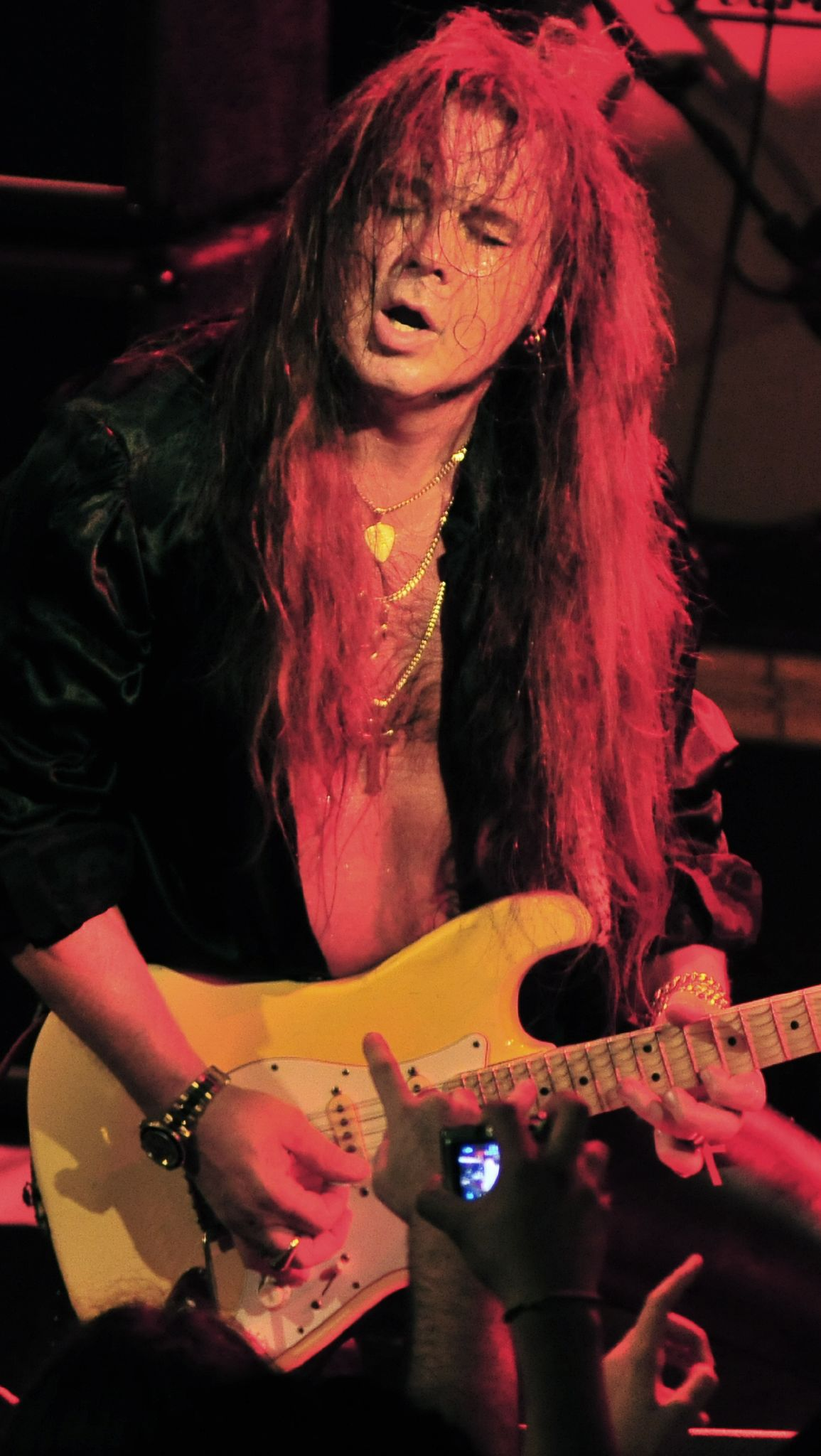
Yngwie Malmsteen
Pokémon
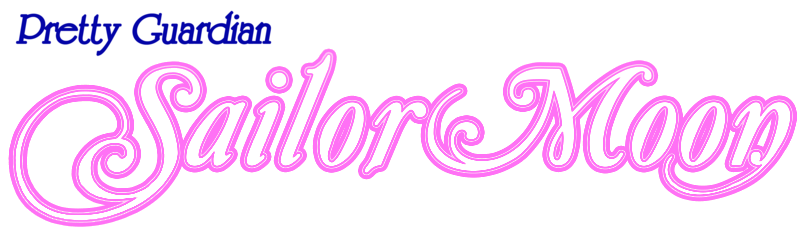
Sailor Moon

## Filmografia
- Shirome (シロメ) (filme de terror, 13 de agosto de 2010, lançamento em DVD: 24 de setembro de 2010)[61]

Durante as filmagens, as garotas foram levadas a acreditar que estavam participando de um documentário sobre uma lenda urbana e que tudo o que estava acontecendo era genuíno.
- The Citizen Police 69 (市民ポリス69, Shimin Police 69) (19 de março de 2011, lançamento em DVD: 2 de setembro de 2010)[69][70][71]
- NINIFUNI (4 de fevereiro de 2012, lançamento em DVD: 21 de dezembro de 2012)[72][73]
- Momodora (ももドラ momo+dra) (Dorama de internet com 5 episódios, 4 de fevereiro de 2012, lançamento em DVD/Blu-ray: 11 de abril de 2012)[74]
- Maku ga Agaru (幕が上がる) (filme, previsto para lançamento em 28 de fevereiro de 2015)[75][76]

## Prêmios e indicações
Em 2012, seu primeiro álbum Battle and Romance venceu o CD Shop Awards como o melhor álbum do ano anterior selecionado por balconistas de lojas de CDs de todo o Japão. Essa foi a primeira vez que um idol (grupo) ganhou a premiação.
| Ano  | Recipiente                           | Categoria                                              | Resultado |
| ---- | ------------------------------------ | ------------------------------------------------------ | --------- |
| 2012 | Battle and Romance                   | CD Shop Awards — Grand Prix                            | Venceu    |
| 2013 | "Saraba, Itoshiki Kanashimitachi yo" | Space Shower Music Video Awards — Prêmio Especial      | Venceu    |
| 2013 | "Saraba, Itoshiki Kanashimitachi yo" | MTV Video Music Awards Japan — Melhor Coreografia      | Venceu    |
| 2013 | Momoiro Clover Z                     | MTV Europe Music Awards — Melhor Ato Japonês           | Venceu    |
| 2013 | Momoiro Clover Z                     | MTV Europe Music Awards — Melhor Ato Japonês e Coreano | Indicado  |
| 2014 | "Gounn"                              | MTV Video Music Awards Japan — Melhor Vídeo (grupo)    | Venceu    |

## Apresentações internacionais
- 9 de setembro de 2011 – Japan Media Arts Festival em Dortmund, Alemanha[79]
- 26 de maio de 2012 – Hari Belia Negara 2012 em Putrajaya, Malásia[80]
- 5 de julho de 2012 – Japan Expo 2012 em Paris, França[81]